# Gruta da Branca Opala
A Gruta da Branca Opala é uma gruta portuguesa localizada na freguesia dos Biscoitos, concelho da Praia da Vitória, ilha Terceira, arquipélago dos Açores.
Esta cavidade apresenta uma geomorfologia de origem vulcânica em forma de tubo de lava, localizado em encosta. Apresenta um comprimento de 99 m. por uma altura máxima de 5 m. e por uma largura também máxima de 10 m.